# Geografía de Indonesia
Indonesia es un archipiélago formado por más de diez mil islas, de las que 8.844 tienen nombre y 922 están habitadas. Comprende cinco islas principales: Sumatra, Java, Borneo, Célebes y Nueva Guinea, dos grupos mayores de islas: las islas menores de la Sonda y las islas Molucas, y sesenta grupos más pequeños de islas. Cuatro de las islas son compartidas con otros países: Borneo con Malasia y Brunéi; Sebatik, al noroeste de Kalimantan, con Malasia; Timor con Timor Oriental, y las recién divididas provincias de Papúa y Papúa Occidental comparten la isla de Nueva Guinea con Papúa Nueva Guinea.
Una extensión de agua relativamente abierta (formada por los mares de Java, Flores y Banda) divide la mayor parte de las islas de Indonesia en dos hileras desiguales de islas: al sur, las islas (comparativamente largas y estrechas) de Sumatra, Java y Timor entre otras, y al norte, Borneo, islas Célebes, el archipiélago de las Molucas y Nueva Guinea.

## Relieve
Una cadena de montañas volcánicas, que alcanza altitudes superiores a los 3.700 m, se extiende de oeste a este, a través de las islas meridionales desde Sumatra hasta Timor. Los puntos más elevados de esta cadena son el Kerinci (3.800 m) en Sumatra, y el Semeru (3.676 m), en Java. Cada una de las islas septentrionales principales tiene una masa montañosa central y llanuras en torno a la costa. Puncak Jaya (5.030 m), en la cadena montañosa Surdiman de Irian Jaya, es la cima más elevada del país. Las zonas con mayor extensión de tierras bajas son Sumatra, Java, Borneo e Irian Jaya. Durante siglos las periódicas erupciones volcánicas de los numerosos volcanes activos han depositado ricos suelos en las tierras bajas, sobre todo en Java. Muchos volcanes de Indonesia continúan activos y también se producen terremotos en la zona. Uno de los más destructivos fue el terremoto del océano Índico de 2004, con epicentro cerca de Sumatra, que afectó a toda la cuenca del océano Índico y provocó la muerte de más de 200.000 personas.

## Geología

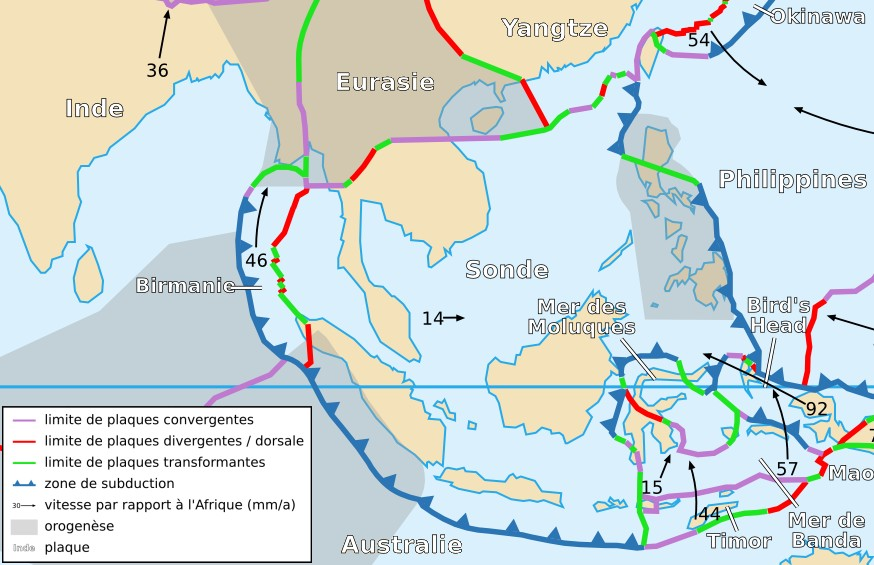
Placa de la Sonda en Indonesia

Las islas principales de Sumatra, Java, Madura y Kalimantan se apoyan sobre la placa de la Sonda y se agrupan, junto con Sulawesi, en las islas mayores de la Sonda. En el extremo oriental de Indonesia se encuentra Nueva Guinea, que yace sobre la placa Australiana. La profundidad marina en las placas de Sonda y Sahul tiene una media de 300 m o menos. Entre estas dos placas tectónicas se encuentran Sulawesi, las islas menores de la Sonda y las islas Molucas, las cuales forman un segundo grupo de islas con una profundidad en los mares que las rodean de hasta 4500 m. 
La isla de Sulawesi se halla sobre tres placas separadas, la placa del Mar de Banda, la placa del Mar de las Molucas y la placa de Sunda o de la Sonda. La actividad sísmica y volcánica es elevada en la parte norte, evidenciada por las formaciones volcánicas en la provincia de Célebes Septentrional en el norte de Sulawesi y el arco de islas entre las que se hallan las islas Sangihe y las islas Talaud, al sudoeste de la fosa de Filipinas.
Las islas menores de la Sonda consisten en dos hileras de islas que se estiran hacia el este desde Bali hacia el sur de Molucas. El arco interior de las islas menores de la Sonda es la continuación del cinturón alpino de montañas y volcanes que se extiende desde Sumatra a través de Java, Sumatra y Flores, y desaparece en las volcánicas islas de Banda, las cuales, junto con las islas Kai, las islas Tanimbar y otras islas pequeñas del mar de Banda son típicos ejemplos de la mezcla Wallacea de plantas y animales de Asia y Australasia. El arco exterior de las islas menores de la Sonda es una extensión geológica de la cadena de islas occidental de Sumatra que incluye Nias, Mentawai y Enggano. Esta cadena resurge en las islas menores de la Sonda en las abruptas montañas de las islas de Sumba y Timor.

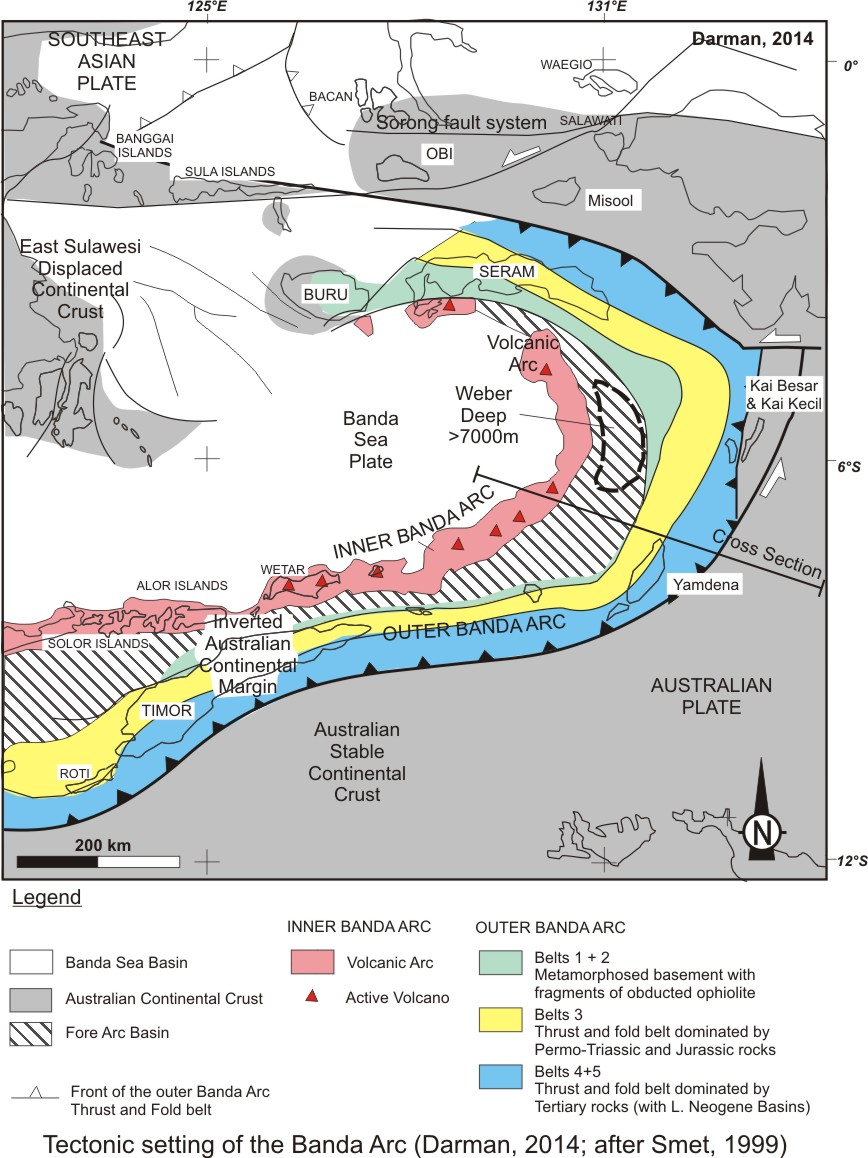
Mapa tectónico del arco de Banda

Las islas Molucas son geológicamente de las más complejas de las islas indonesias, formada por cuatro placas tectónicas. Están localizadas en el nordeste del archipiélago, rodeadas por el mar de Filipinas al norte, Papua al este y las islas menores de la Sonda al sudoeste. Las islas mayores, Halmahera, Seram y Buru se elevan abruptamente desde un profundo mar y tienen una vegetación Wallacea única. Apenas hay llanuras costeras. Al sur se halla el mar de Banda. La convergencia entre la placa del mar de Banda y la placa Australiana crea una cadena volcánica llamada Arco de Banda.
Los geomorfólogos creen que la isla de Nueva Guinea es parte del continente australiano, ya que ambos están sobre la placa de Sahul y estaban unidos por tierra durante el último periodo glacial. El movimiento tectónico de la placa de Australia ha creado elevadas montañas que forman una cadena en el centro de la isla de este a oeste y cálidas llanuras aluviales a lo largo de las costas. La Cordillera Central discurre a lo largo de 650 km de este a oeste, formando una espina dorsal entre el norte y el sur de la isla. Debido a estos movimientos, Nueva Guinea experimenta numerosos terremotos y tsunamis, especialmente en las partes norte y septentrional.

## Tectónica y vulcanismo
La mayor parte de las grandes islas son montañosas, con picos que oscilan entre 2.000 y 3.000 m sobre el nivel del mar en Sumatra, Java, Bali, Lombok, Sulawesi y Seram. Las cimas más altas del país se encuentran en las montañas Jayawijaya, en Nueva Guinea,  y en las montañas Sudirman, en Papúa. El pico más alto, el Puncak Jaya, de 4.884 m, se encuentra en las montañas Sudirman. Una fila de volcanes se extiende desde Sumatra a las islas menores de la Sonda, y entonces realiza un giro hacia las islas Banda de las Molucas, al nordeste de Sulawesi. De los 400 volcanes, unos 150 están activos. Dos de las más violentas erupciones en tiempos históricos han tenido lugar en Indonesia; en 1815, una erupción en el monte Tambora, en Sumbawa, mató a 92.000 personas, y en 1883, el Krakatoa mató a 36.000. Mientras la ceniza volcánica resulta ser muy positiva para la agricultura, el riesgo de erupciones y terremotos hace que las condiciones sean impredecibles en muchas zonas.

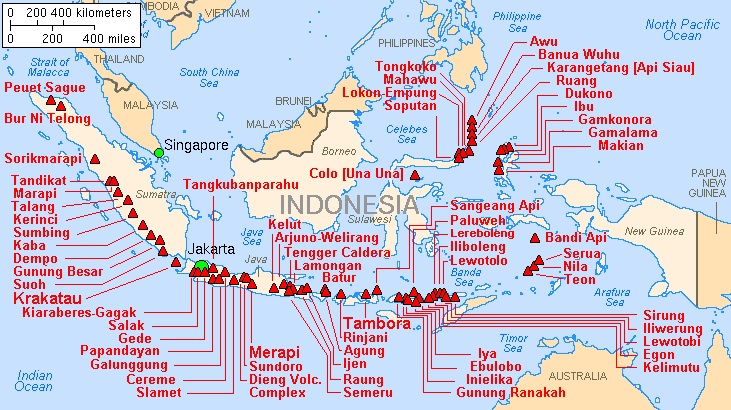
Lista de volcanes en Indonesia.

Indonesia tiene una actividad tectónica y volcánica relativamente elevadas. Yace sobre la convergencia entre las placas de Eurasia, Indoaustraliana, Pacífica y del mar de Filipinas. La megafalla de Sonda es una falla de 5.500 km de longitud localizada frente a las costas sur de Sumatra, Java y las islas menores de la Sonda, donde la placa Índica empuja hacia el nordeste subduciendo la placa de Sonda. El movimiento tectónico en esta placa es responsable de la creación de la fosa de la Sonda o de Java y las cordilleras a través de Sumatra, Java y las islas menores de la Sonda. En la vecindades de la falla se producen numerosos grandes terremotos, como el terremoto del océano Índico de 2004. El monte Merapi, situado en la porción de Java de la megafalla, es el volcán más activo de Indonesia y es conocido como uno de los Volcanes de la Década, debido al riesgo que supone para las pobladas áreas vecinas.
La parte norte de Sulawesi y las islas Molucas yacen en la convergencia de la placa de la Sonda y la placa del Mar de las Molucas, dando lugar a una activa región tectónica con cadenas volcánicas como las de las islas Sangihe y Talaud. El norte de las Molucas y el oeste de Nueva Guinea se hallan en la convergencia de las placas Cabeza de Pájaro, mar de Filipinas y de las Carolinas. También es una activa región volcánica, con el terremoto de Papúa de 2009, de categoría 7,7 Mw como el terremoto más reciente de la región.

## Recursos naturales

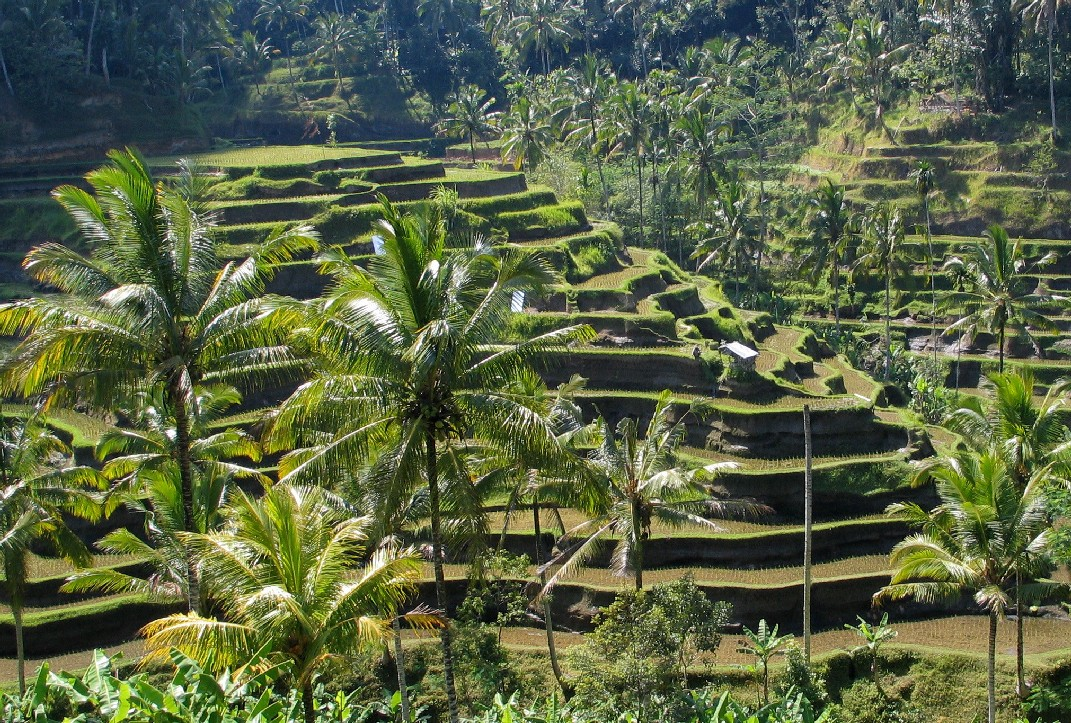
Bali.

El rico suelo volcánico de Indonesia es ideal para el desarrollo de los cultivos; los bosques se extienden por su superficie y cubren aproximadamente dos tercios del territorio. 
Los principales recursos del país son el estaño, la bauxita, el petróleo, el gas natural, el cobre, el níquel y el carbón; también cuenta con pequeñas cantidades de plata, diamantes y rubíes. La pesca es abundante y del mar se obtienen también perlas, conchas (carey) y agar, una sustancia que se extrae de las algas.

## Clima

Mapa de Köppen de clima de Indonesia. En azul oscuro, ecuatorial; en azul medio, monzónico, y en azul más claro, seco de sabana

Las cálidas aguas alrededor de Indonesia y el hecho de poseer cerca de un millar de islas a lo largo del ecuador, entre el Sudeste Asiático y Australia, con más de 5000 km de oeste a este, proporcionan un clima suave y ecuatorial, cálido y húmedo todo el año, con tormentas o chaparrones que a veces causan inundaciones. Las temperaturas promedio son de 28 °C a lo largo de las planicies costeras y de 23 a 26 °C en las montañas del centro de las islas. La humedad relativa oscila entre el 70 y el 90%. Los vientos son moderados, el monzón, en general, sopla del sudoeste entre junio y septiembre, y del nordeste entre diciembre y marzo. Los tifones y las tormentas rara vez son un peligro, las corrientes entre las islas son el mayor riesgo para la navegación, especialmente en el estrecho de Lombok.
Dependiendo del lugar, hay una época más o menos seca. El día dura 12 horas todo el año, pero en las zonas montañosas, muy nubosas, apenas se ven los rayos del sol.

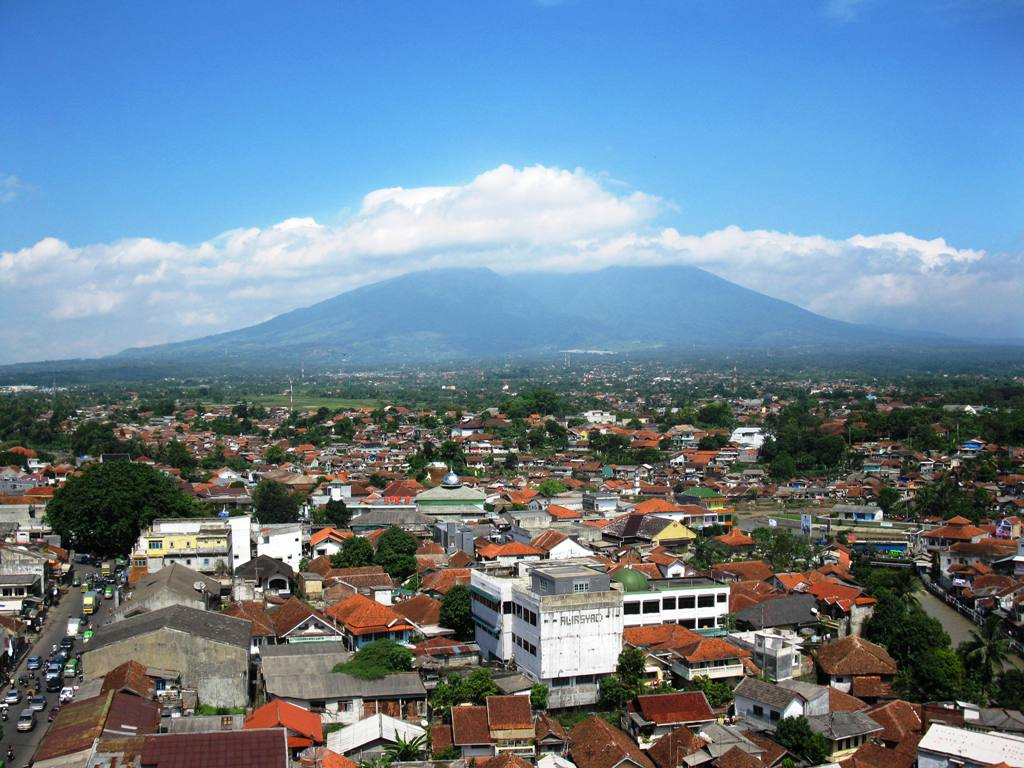
Ciudad de Bogor, con el monte Salak al fondo.

Las lluvias son más abundantes en la costa y las vertientes occidentales de Sumatra, las laderas meridionales del oeste de Java, casi todo Borneo (excepto el sudoeste) y gran parte del oeste de Nueva Guinea Occidental. En el sudoeste de Sumatra caen en torno a 4.000 mm al año, y entre octubre y diciembre caen más de 400 mm cada mes. En Padang, capital de Sumatra Occidental, con una temperatura media anual de 27.oC, con máximas de 27,5.oC y mínimas todo el año de 22,5.oC, con una variación mínima de 1 grado entre estas variables, caen 4.040 mm, con un mínimo de 200 mm en septiembre y 500 mm en noviembre.¡, superando los 400 mm entre octubre y noviembre.
En Borneo, el clima también es muy húmedo, y resulta difícil encontrar un mes en que caigan menos de 250 mm. Sin embargo, hace más calor. En Kalimantan caen entre 2.500 y 3.200 mm, pero en Pontianak, por ejemplo, las temperaturas oscilan entre los 32-33.oC de media de las máximas y los 23.oC de media de las mínimas.
Llueve menos al norte de Sumatra, sudeste de Borneo, extremo norte de Sulawesi, islas Maluku y la parte más occidental de Nueva Guinea, con clima subecuatorial o tropical de sabana (según Köppen(, ya que hay una parte del año en que no se superan los 100 mm mensuales. En Banda Aceh, al norte de Sumatra, caen unos 2.000 mm al año, con dos periodos de unos 100 mm mensuales entre junio y agosto y febrero y marzo. En el norte de Sulawesi, esto sucede entre julio y septiembre, pero en las islas Maluku, se invierte la situación, con más de 400 mm esos meses y en torno a 100 mm de octubre a febrero. En la capital de las Molucas, Ambón, caen 2.615 mm al año, en junio y julio se superan los 400 mm, y entre octubre y febrero apenas se superan los 100 mm.
El lugar más seco de Indonesia, sin embargo, se encuentra en la zona sur, entre Yakarta, las islas de Bali, Komodo y Timor, y el sur de Nueva Guinea. En Yakarta, al norte de Java, con temperaturas entre 24 y 32.oC todo el año, caen unos 1800 mm, con menos de 100 mm entre junio y septiembre, y un mínimo de 45 mm en agosto. En Bandung, también en Java, pero a 700 m de altitud, las temperaturas oscilan entre 17 y 28.oC y caen unos 2.160 mm al año, con 68 mm en agosto y 290 mm en diciembre. En la isla de Bali, al este de Java, caen unos 1700 mm anuales, y las lluvias disminuyen hacia el este: islas de Lombok, Sumbawa, Komodo, Flores, Sumba, caen unos 1.300-1.400 mm, y en zonas de Sumba, en el norte y el este caen unos 800 mm, con un periodo seco de mayo a noviembre.
En la isla de Timor caen entre 1200 y 1500 mm. Al este de Timor, al sur de las islas Molucas, vuelve a llover y se superan los 2.000 mm, con un periodo seco de agosto a octubre. En las islas Tanimbar, de las Molucas, caen 2350 mm anuales, con 50 mm en agosto y septiembre, y más de 300 mm entre diciembre y marzo. Por su parte, en Macasar, en la isla de Célebes, con 2.875 mm, caen menos de 100 mm entre junio y  octubre, con 14 mm en agosto, y más de 500 mm entre diciembre y febrero, con casi 700 mm en enero. Las temperaturas, entre 23 y 32.oC son muy estables.

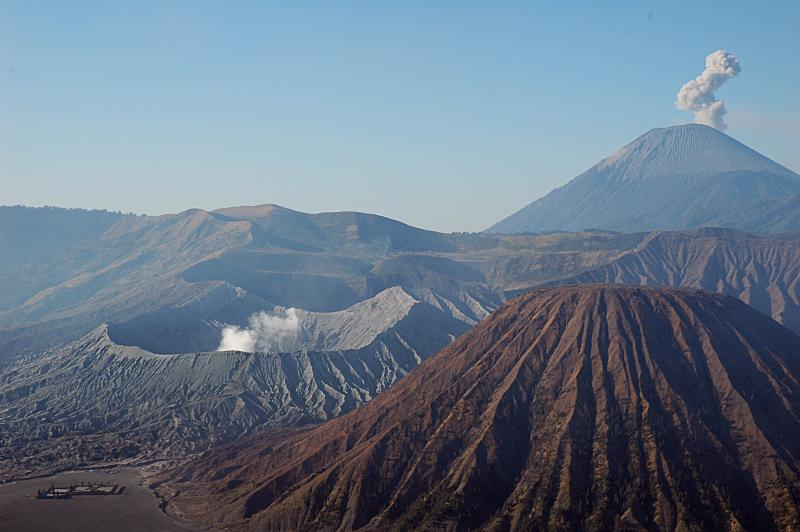
Cadena de volcanes al este de Java, los montes Semeru y Bromo.

En la cadena de volcanes de la isla de Java, que alcanza los 4.884 m en el monte Jaya, el número de tormentas aumenta. En los alrededores de Bogor, apodada la 'ciudad de la lluvia' en las cercanías del monte Salak, de 2.211 m, caen unos 4.000 mm al año y se da el mayor número de tormentas del planeta, hasta 322 por año. Las lluvias se producen en la cara norte del volcán entre diciembre y marzo, y en la cara sur entre junio y septiembre, dependiendo del monzón. Nueve meses superan los 300 mm.
Entre noviembre y mayo, los ciclones pueden afectar el sur de las islas, y entre abril y diciembre, al norte del ecuador, pero la incidencia es pequeña. Cuando se produce el fenómeno de El Niño, hay sequía entre junio y agosto, pero puede prolongarse hasta septiembre e incluso noviembre. La Niña produce un enfriamiento entre junio y agosto.

## Principales islas
Las principales islas se recogen en la Tabla que sigue:
|    | Nombre              | Grupo                     | Superficie (km²) | Notas                                                                                              |
| -- | ------------------- | ------------------------- | ---------------- | -------------------------------------------------------------------------------------------------- |
| 1  | Nueva Guinea        | Molucas                   | 829 200          | La isla es compartida con Papúa Nueva Guinea. La parte indonesa tiene 421.981 km²                  |
| 2  | Borneo              | Islas mayores de la Sonda | 725 500          | La isla está compartida con Malasia y Brunéi. El Kalimantan, la parte indonesia, tiene 539 460 km² |
| 3  | Sumatra             | Islas mayores de la Sonda | 425 000          | |
| 4  | Célebes             | Islas mayores de la Sonda | 174 600          | |
| 5  | Java                | Islas mayores de la Sonda | 126 700          | |
| 6  | Timor               | Islas menores de la Sonda | 30 777           | La isla está compartida con Timor Oriental. La parte indonesia abarca 15 770 km²                   |
| 7  | Halmahera           | Molucas                   | 17 780           | |
| 8  | Seram               | Molucas                   | 17 148           | |
| 9  | Sumbawa             | Islas menores de la Sonda | 15 448           | |
| 10 | Isla de Flores      | Islas menores de la Sonda | 14 300           | |
| 11 | Isla de Yos Sudarso | Molucas                   | 11 600           | |
| 12 | Isla de Bangka      | Islas mayores de la Sonda | 11 330           | |
| 13 | Sumba               | Islas menores de la Sonda | 11 153           | |
| 14 | Buru                | Molucas                   | 9505             | |
| 15 | Bali                | Islas menores de la Sonda | 5561             | |
| 16 | Lombok              | Islas menores de la Sonda | 5435             | |
| 17 | Isla de Madura      | Islas mayores de la Sonda | 5290             | |
| 18 | Isla de Belitung    | Islas mayores de la Sonda | 4800             | |
| 19 | Buton               | Islas mayores de la Sonda | 4200             | |
| 20 | Nías                | Islas mayores de la Sonda | 4064             | |
| 21 | Siberut             | Islas mayores de la Sonda | 3810             | |
| 22 | Wetar               | Molucas                   | 3600             | |
| 23 | Yamdena             | Molucas                   | 3100             | |
| 24 | Waigeo              | Molucas                   | 3060             | |

Hay además, muchas otras islas de menor importancia, que por área geográfica son: 
- Grandes islas de la Sonda

- Célebes e islas adjuntas :

- Sangir
- islas Talaud
- islas Togian

- Islas adjuntas a Java

- Bawean
- islas Kangean
- islas Karimun Jawa

- Islas adjuntas a Sumatra:

- Miles de Islas
- Enggano
- islas Riau (Batam, Bintan, Karimun, islas Lingga, islas Natuna)
- Simeulue

- Pequeñas islas de la Sonda

- Archipiélago de Alor
- Komodo
- Palu'e
- Roti o Rote
- Solor

- Molucas

| - Isla Ambon - islasAru - islas Babar - Bacan - islas Banda | - Haruku - islas Kai - islas Leti - Makian - Morotai | - Saparua - Islas Tanimbar - Ternate - Tidore - Wetar y las islas Barat Daya |

- Nueva Guinea

- Biak
- Sorong

## Problemas medioambientales

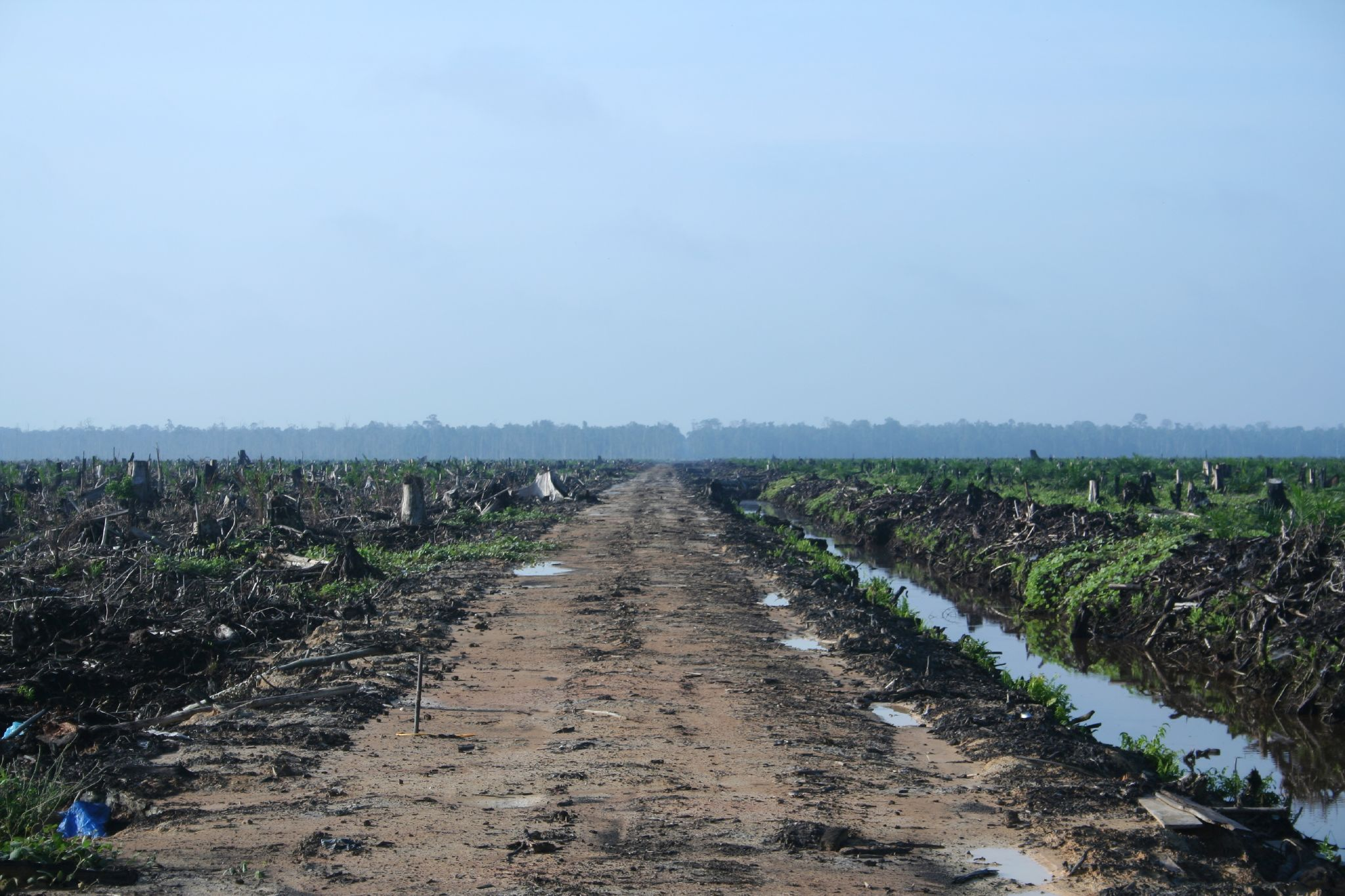
Deforestación en la provincia de Riau, Sumatra, para sustituir el bosque por una plantación de palma de aceite, 2007.

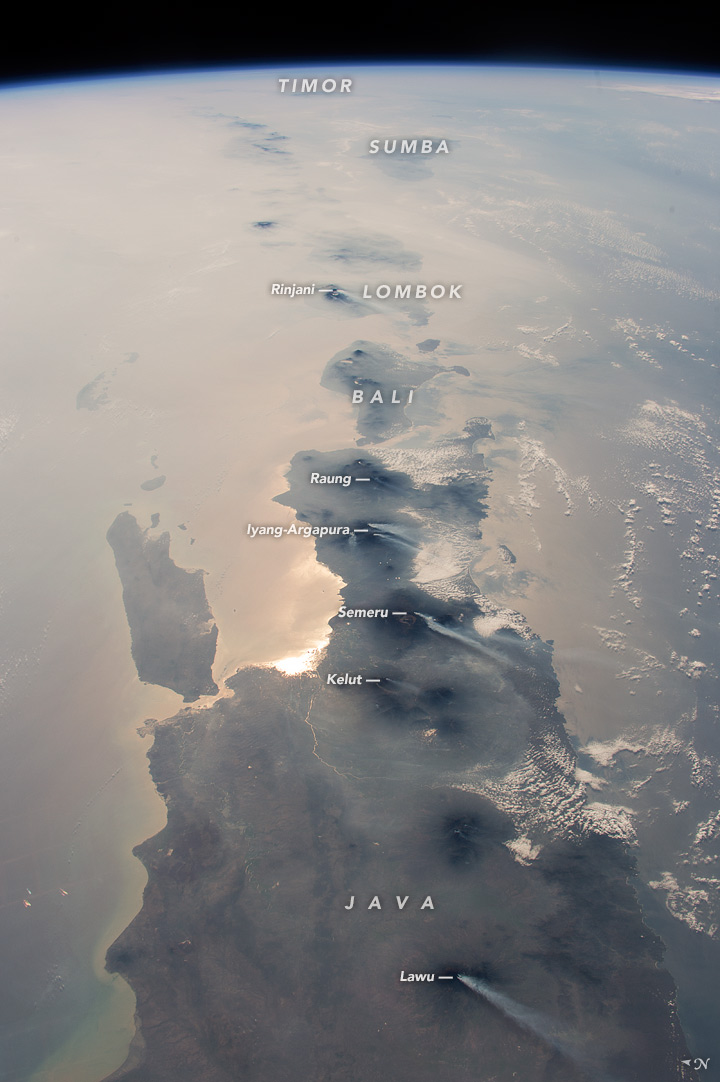
Cadena de volcanes activos en Indonesia desde la ISS, estación espacial internacional.

El elevado poblamiento y la rápida industrialización presentan serios problemas medioambientales, a los cuales se da escasa prioridad debido a los altos niveles de pobreza y un gobierno débil y escaso de recursos. Los problemas incluyen la deforestación a gran escala (mucha ilegal) y los incendios relacionados que causan un intenso esmog en partes del oeste de Indonesia, Malasia y Singapur; la sobre explotación de recursos marinos, y los problemas medioambientales asociados con la rápida urbanización y el desarrollo económico, incluyendo la contaminación atmosférica, la congestión de tráfico, la gestión de residuos y de las aguas residuales.
La deforestación y destrucción de suelos vegetales convierte a Indonesia en el tercer emisor de gases de invernadero. La destrucción de hábitats amenaza la supervivencia de especies indígenas y endémicas, incluyendo 140 especies de mamíferos identificados por la IUCN como amenazados, y 15 identificados como críticos, incluyendo el orangután de Sumatra.
En 1970, el 15% de los indonesios vivía en ciudades, contra el 30% actual, con la consiguiente presión sobre el medio ambiente urbano. La contaminación industrial es especialmente preocupante en Java, así como el aumento del número de vehículos a motor. Muy pocos indonesios tienen acceso a agua potable de fiar, y la mayoría tiene que hervir el agua antes de beberla.

## Áreas protegidas de Indonesia
Según la IUCN, en Indonesia hay 733 áreas protegidas que ocupan unos 231.946 km², el 12,17% del territorio, además de 181.848 km² de áreas marinas, el 3,06% de los 5.947.954 km² que pertenecen al país. De estas, 49 son parques nacionales, 1 es un área de gestión marina (Kota Batam), 1 es una reserva marina de uso múltiple (Teluk Ambon), 6 son reservas de caza, 9 son parques nacionales marinos, 1 es un parque recreativo, 252 son reservas naturales, 84 son reservas de vida salvaje, 1 es un bosque protegido (Gunung Boliyohuto), 21 son parques marinos recreativos, 4 son parques costeros, 11 son reservas naturales marinas, 2 son parques costeros en islotes, 37 son parques en grandes bosques y 1 es un área de protección de cultivos marinos.
Por otra parte, en Indonesia hay 7 reservas de la biosfera de la Unesco, 4 sitios Patrimonio de la Humanidad y 7 sitios Ramsar con una extensión global de 13.730 km².

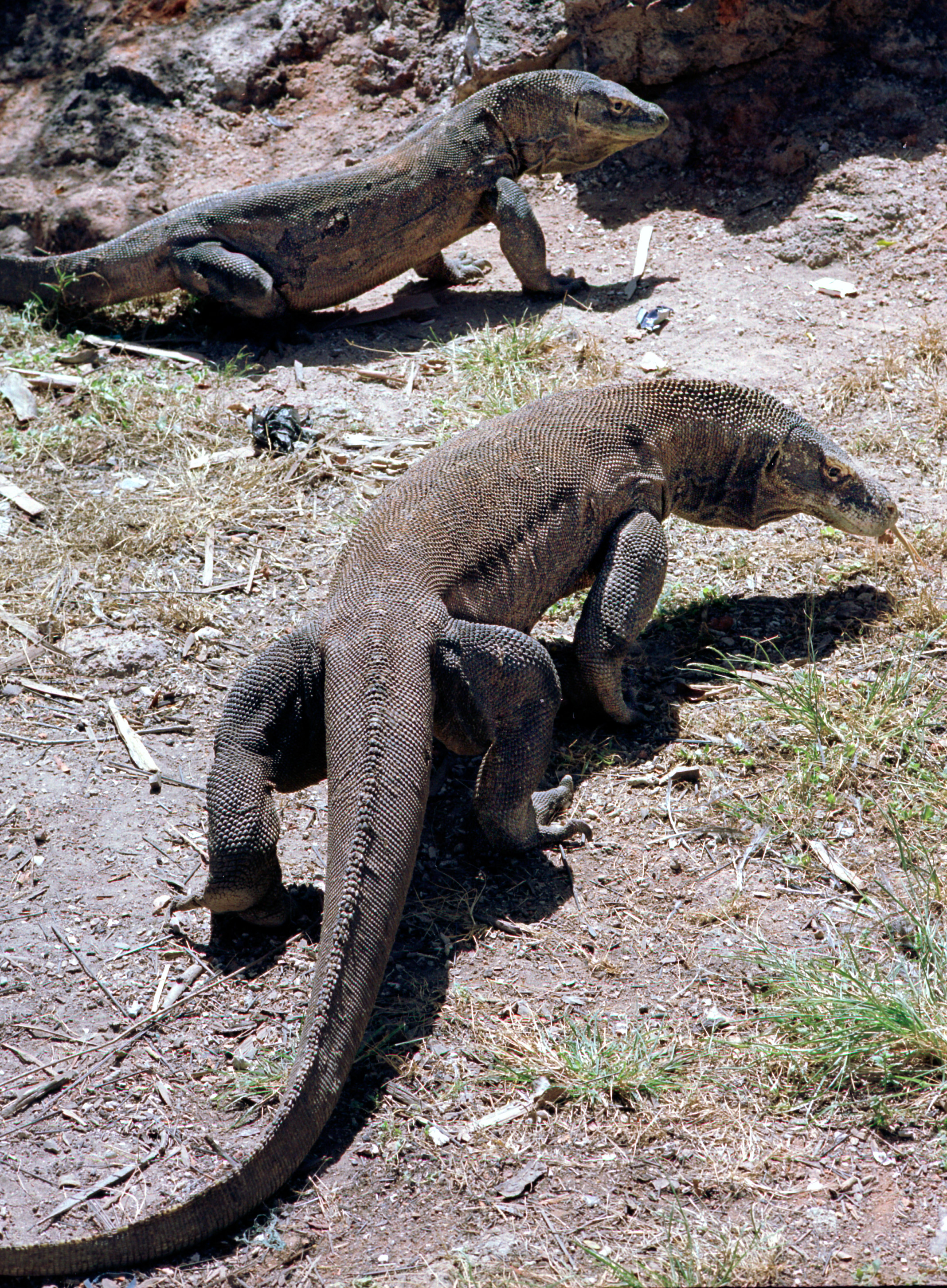
Dragones de Komodo en la isla de Rinca, en la Reserva de la biosfera de Komodo.

### Reservas de la biosfera de la Unesco
- Cibodas, en Java occidental, al sudoeste de Yakarta, 06°40' a 06°50S'; 106°51' a 107°02'E, 57.532 ha, bosque montano y submontano tropical húmedo bajo presión humana, laurel, roble, castaño, Schima wallichii. Comprende el Parque nacional de Gunung Gede Pangrango e incluye el Jardín Botánico Cibodas.[28]

- Komodo, 08°24' a 08°50'S; 129°21' a 129°49'E, 1.733 km². Entre Flores y Sumbawa, es también Parque nacional de Komodo, cubre las islas de Komodo, Rinca y Padar y numerosos islotes. Famosa por el dragón de Komodo.[29]

- Tanjung Puting, 02°35' a 03°35'S; 111°45' a 112°15'E, 4.150 km². En la isla de Borneo, provincia de Kalimantan Central. Famosa por la conservación del orangután de Borneo. Manglares, bosque costero y degradado.[30]

- Lore Lindu, 01°15' a 01°30'S; 119°50' a 120°20'E, 2.180 km², en Sulawesi.[31]

- Gunung Leuser, 02°55' a 04°05'N; 96°55' a 98°30'E, 7.927 km². Bosque lluvioso, norte de Sumatra.[32]

- Giam Siak Kecil-Bukit Batu (GSK-BB), 7.052 km². Humedales y turberas boscosas en Sumatra con especies raras. Elefante de Sumatra, tigre de Sumatra, cocodrilo marino, el pez Scleropages formosus o arawana asiática.[33]

- Siberut, 00°55' to 03°20'S; 98°31' to 100°40'E, 4.050 km². Es la mayor de las islas Mentawai, al oeste de Sumatra, con el 65% de las especies endémicas. Bosque húmedo subtropical y arrecifes de coral.[34]

## Etnias de Indonesia

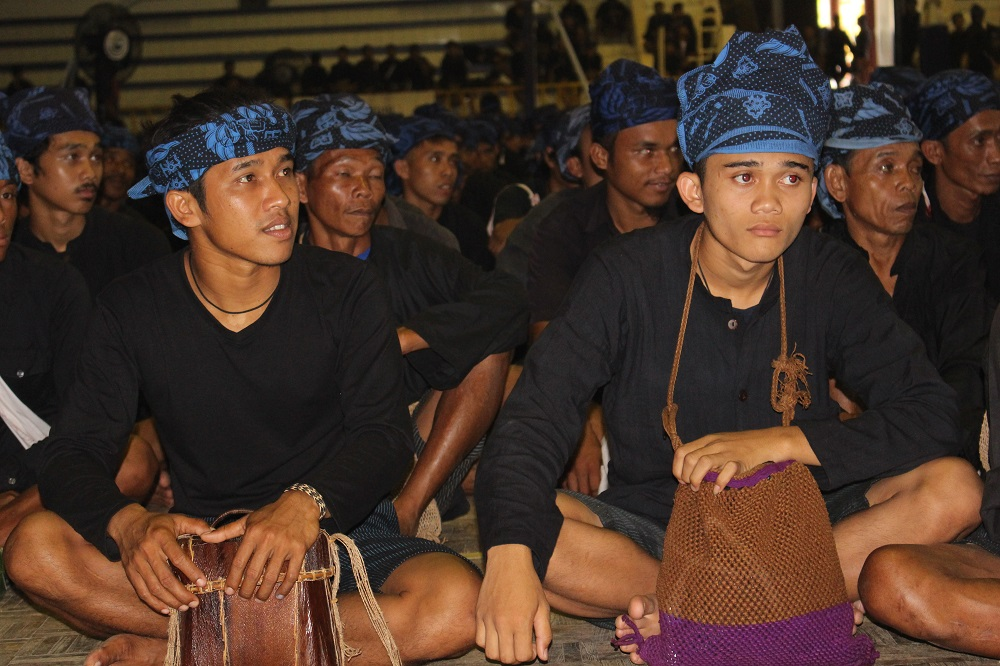
Miembros del pueblo badui en un evento en 2017

Hay 1.340 grupos étnicos reconocidos en Indonesia. La gran mayoría de ellos pertenecen a los pueblos austronesios.
Según la clasificación étnica, el grupo étnico más grande de Indonesia son los javaneses, que representan alrededor del 40% de la población total. Los javaneses se concentran en la isla de Java, particularmente en las partes central y oriental. Los sondaneses son el siguiente grupo más grande; su tierra natal se encuentra en la parte occidental de la isla de Java y el extremo sur de Sumatra. El estrecho de Sunda lleva su nombre. Los malayos, batak, madureses, batavi, minangkabau y bugis son los siguientes grupos más grandes del país.
Muchos grupos étnicos, particularmente en Kalimantan y Papúa, tienen solo cientos de miembros. La mayoría de los idiomas locales pertenecen a la familia de idiomas austronesios, aunque un número significativo de personas, particularmente en el este de Indonesia, hablan idiomas papúes no relacionados. Los indonesios chinos representan un poco menos del 1% de la población total de Indonesia según el censo de 2000. Algunos de estos indonesios de ascendencia china hablan varios idiomas chinos, sobre todo min del sur y hakka.
La clasificación de grupos étnicos en Indonesia no es rígida y, en algunos casos, poco clara debido a las migraciones, las influencias culturales y lingüísticas; por ejemplo, algunos pueden considerar que los banteneses son miembros del pueblo sundanés; sin embargo, otros argumentan que son grupos étnicos completamente diferentes ya que tienen sus propios dialectos distintos. Este es también el caso del pueblo badui, que comparte muchas similitudes culturales con el pueblo sundanés. Un ejemplo de etnicidad híbrida es el Pueblo batavi, descendiente no solo de matrimonios entre diferentes pueblos nativos de Indonesia, sino también de matrimonios mixtos con inmigrantes árabes, chinos e indios desde la era colonial de Batavia (actual Yakarta).

Grupos étnicos en Indonesia